# Збірна Бразилії з футзалу
Збірна Бразилії з футзалу представляє свою країну на міжнародних змаганнях з футзалу. Вона знаходиться під керівництвом Бразильської конфедерації футболу (CBF). Команда вважається найсильнішою у світі, вигравши рекордні три Чемпіонаті світи з футзалу поспіль. Бразилія також має дванадцять чемпіонських перемог у Чемпіонаті Південної Америки, також відомому як Кубок Америки, і п'ять перемог у Південноамериканському кубку. Станом на листопад 2016 року Бразилія посідає перше місце у світовому рейтингу футзалу. Бразилія зіграла у всіх проведених чемпіонатах світу і вісім разів займала першу трійку місць, включаючи останній Чемпіонат світу 2021 року.